# セント・アンドリュース オールドコース
セント・アンドルーズ オールドコース（Old Course at St Andrews）は、スコットランド・ファイフのセント・アンドルーズに所在する世界最古のゴルフ場。セント・アンドリュース・リンクス (St Andrews Links) のコースのひとつであり、ゴルフの聖地とも呼ばれており、ジ・オープン、ザ・シニアオープン、AIG女子オープンの開催実績を持つ名門ゴルフ場である。

## 概要
セント・アンドルーズ・リンクス (St Andrews Links) のうちの一つである本オールドコースは、1552年に作られ世界で最も古いコースとされている。このコースは“あるがまま”を理念としており、世界で唯一“神と自然が創り給うたコース”と畏敬の念をもって呼ばれている。名所のホールには偉大な名選手の名前が記念され、10番ホールには「ボビー・ジョーンズ」、最終18番には「トム・モリス」（オールド・トム・モリスのこと）の名が冠されている。いくつかのホールでは、グリーンがアウト（フロント・ナイン）とイン（バック・ナイン）とで共用となっており、カップの旗の色もアウトとインで区分けされている。オールドコースには全部で112個のバンカーがあり、その中でも14番ホール（パー5）の「ヘル・バンカー」（Hell Bunker）と、17番ホール（パー4）の「ロード・ホール・バンカー」（Road Hole Bunker）が有名である。なお、ヘル・バンカーはここに落としたら“地獄”の意味だが、現在の選手たちのクラブ飛距離であれば、第2打と第3打の距離配分により問題なく通り越せることが多くなった。
11番ホール（パー3）は世界一難しいショートホールと言われている。距離はそう長くもなく（174y）、障害物もバンカーと奥のイーデン川のみで、風がなければ問題のないホールだが、ちょっとでも風が吹けばたちまち世界一難しいショートホールに変わってしまう。また、バンカーに入れば脱出するのが難しく、大きくスコアを落としてもおかしくない。
最大の名物ホールは17番ホール（パー4）である。第1打はコース内にあるホテルを越えて打たなければならない。そして、第2打をグリーンに乗せるのに失敗すると、パーのキープが非常に難しくなる。グリーンの右方向には線路の跡があり（ここには1969年まで列車が走っていたというが、それも“あるがまま”残してある）、グリーンの手前には有名な「ロード・ホール・バンカー」が待ち受けている。多くの選手がこのバンカーで辛酸をなめてきたが、1978年の大会で日本の中島常幸がそれにつかまり（パーオンの後の第3打のパットがオーバーしてバンカー入り）、脱出に4打を要し結局9打でホールアウトという大叩きで、日本人男子選手初のメジャー大会優勝のチャンスを逃した。このロード・ホール・バンカーは英語では"The Sands of Nakajima"（ナカジマの砂場）、日本語では「トミーズバンカー」（トミーは中嶋の愛称）などと呼ばれることもある。
近年に開催されたジ・オープンでは、2000年と2005年にタイガー・ウッズが優勝し、1995年にはジョン・デーリー（アメリカ）、1990年にはニック・ファルド（イギリス）が優勝している。5年ぶり2度目のジ・オープン優勝により、ウッズはセント・アンドルーズにて“コース2連覇”を達成した。
聖地とされるオールドコースは世界中のゴルファーに非常に人気があり、特に夏場は競争率が高く、ほぼキャンセル待ちの状態になる。
2015年9月には投票により女性にも会員資格が与えられ、アン王女やアニカ・ソレンスタムらが会員となった。
2018年には当地でザ・シニアオープンが、2022年には第150回記念大会となるジ・オープンが開催された。2024年には三度目のAIG女子オープンの開催が予定されている。

## スコアカード
| ホール  | 愛称               | ヤード  | パー    |         | ホール             | 愛称        | ヤード | パー |
| ------- | ------------------ | ------- | ------- | ------- | ------------------ | ----------- | ------ | ---- |
| 1       | Burn               | 376     | 4       |         | 10                 | Bobby Jones | 386    | 4    |
| 2       | Dyke               | 453     | 4       | 11      | High (In)          | 174         | 3      |      |
| 3       | Cartgate (Out)     | 397     | 4       | 12      | Heathery (In)      | 348         | 4      |      |
| 4       | Ginger Beer        | 480     | 4       | 13      | Hole O'Cross (In)  | 465         | 4      |      |
| 5       | Hole O'Cross (Out) | 568     | 5       | 14      | Long               | 618         | 5      |      |
| 6       | Heathery (Out)     | 412     | 4       | 15      | Cartgate (In)      | 455         | 4      |      |
| 7       | High (Out)         | 371     | 4       | 16      | Corner of the Dyke | 423         | 4      |      |
| 8       | Short              | 175     | 3       | 17      | Road               | 495         | 4      |      |
| 9       | End                | 352     | 4       | 18      | Tom Morris         | 357         | 4      |      |
| Out     | Out                | 3,584   | 36      | In      | In                 | 3,721       | 36     |      |
| Source: | Source:            | Source: | Source: | Source: | Total              | Total       | 7,305  | 72   |